# アナザー・カントリー (ロッド・スチュワートのアルバム)
『アナザー・カントリー』(Another Country)は、ロッド・スチュワートが2015年に発表した29枚目のスタジオ・アルバム。

## 背景
前スタジオ・アルバム『タイム〜時の旅人〜』（2013年）に引き続き、オリジナル曲を中心とした内容で、スチュワート自身は「前のアルバムが歓迎されたから、私は曲を書き続けることや、新しい題材の曲を書いてみる自信がついた」「レゲエ、スカ、ケルト音楽風のメロディといった、今までと違うサウンドを試してみる自由も得られた」とコメントしている。スチュワートと共同プロデューサーのケヴィン・サヴィガーは、2013年10月より本作のための曲作りに入り、2014年1月にはレコーディングを開始するが、その後の作業はスチュワートのツアーもあって断続的となり、2015年3月にようやく最終ミックスが行われた。
冒頭の「ラヴ・イズ」を含む一部の曲で導入されたケルト音楽色に関して、スチュワートは「私に流れるスコットランド人の血を表現する方法の一つさ。それに、たまたま私のバンドには、とんでもなく素晴らしいフィドル奏者がいたからね」とコメントしている。「ラヴ・アンド・ビー・ラヴド」は、スチュワートが初めて作ったレゲエ・ソングで、タイトルに関しては、リーバ・スティンカンプ（2013年2月14日に交際相手であるアスリートのオスカー・ピストリウスに射殺された）が死の直前に残したインタビューで「私は、ただ愛して、愛されたいだけ」と語ったことにインスパイアされたという。「ウィ・キャン・ウィン」はサッカーを題材とした曲で、セルティックFC及び同チームのサポーター「グリーン・ブリゲイド」に捧げられている。「ウェイ・バック・ホーム」は、スチュワートが家族から聞かされた第二次世界大戦下のロンドンの話にインスパイアされた曲で、この曲の終盤では、ウィンストン・チャーチルの「我々は海岸でも戦う」というスピーチが引用された。
「ア・フレンド・フォー・ライフ」は、スチュワートと親交の深いスティーヴ・ハーレイが2001年に発表したシングル曲のカヴァーで、かつてスチュワートのバンドのギタリストであったジム・クリーガンも、共作者としてクレジットされた。なお、スチュワートは「私が思うに、ミスター・ハーレイは現在の音楽シーンにおける最高の作詞家の一人で、とんでもなく過小評価されている」とコメントしている。

## リリース
本作のリリースに先行して、2015年6月に第1弾シングル「ラヴ・イズ」のミュージック・ビデオ（キャピトル・レコードのビルの屋上で撮影）が公開された。
本作の通常盤は12曲入りだが、デラックス・エディション盤は17曲入りとなっており、日本盤CD (UICC-10024)はデラックス・エディション盤に準じている。なお、ボーナス・トラックのうち「イン・ア・ブロークン・ドリーム」は、スチュワートが1960年代末期、オーストラリアのバンド「パイソン・リー・ジャクソン」にセッション・シンガーとして参加した際の録音である。

## 反響・評価
全英アルバムチャートでは22週トップ100入りして最高2位を記録し、自身20作目の全英トップ3アルバムとなった。
Stephen Thomas Erlewineはオールミュージックにおいて5点満点中3.5点を付け「彼は通常、過度に派手な方向性へ傾倒しがちだが、このアルバムはケルト音楽やカントリーの軽快な調子を少々まぶした曲が揃っており、愛や家族についての作品となった」と評している。Alexis Petridisは『ガーディアン』紙のレビューで5点満点中2点を付け「『アナザー・カントリー』は完全な失敗作ではない。一握りのまともな曲もあるし、スティーヴ・ハーレイのカヴァー"A Friend for Life"は過剰な感傷に陥る手前で踏みとどまっているし、全編にわたってスチュワートの歌声が物凄い状態にあることは指摘すべきである。率直に言えば、まずかったのはロッド・スチュワートではなく、彼の取り巻きだ」と評している。また、アンディ・ギルは『インデペンデント』紙のレビューで5点満点中3点を付け、「バットマン・スーパーマン・スパイダーマン」を「このアルバムで最悪の曲」と批判し、アルバム全体に関して「途中で唐突に魅力が急落しているため、『アナザー・カントリー』は手放しでお薦めできない」と評している。

## 収録曲
特記なき楽曲はロッド・スチュワートとケヴィン・サヴィガーの共作。
1. ラヴ・イズ - Love Is - 3:56
2. プリーズ - Please - 4:23
3. ウォーキング・イン・ザ・サンシャイン - Walking in the Sunshine - 4:32
4. ラヴ・アンド・ビー・ラヴド - Love and Be Loved - 2:56
5. ウィ・キャン・ウィン - We Can Win (Rod Stewart, Chuck Kentis, Don Kirkpatrick) - 5:01
6. アナザー・カントリー - Another Country - 3:30
7. ウェイ・バック・ホーム - Way Back Home - 4:36
8. キャン・ウィ・ステイ・ホーム・トゥナイト? - Can We Stay Home Tonight? - 4:05
9. バットマン・スーパーマン・スパイダーマン - Batman Superman Spiderman (R. Stewart, C. Kentis, D. Kirkpatrick) - 3:34
10. ザ・ドリンキング・ソング - The Drinking Song (R. Stewart, Kevin Savigar, Emerson Swinford) - 3:39
11. ホールド・ザ・ライン - Hold the Line (RedOne, TinyIsland) - 4:07
12. ア・フレンド・フォー・ライフ - A Friend for Life (Steve Harley, Jim Cregan) - 4:44

### デラックス・エディション盤ボーナス・トラック
1. エヴリ・ロックンロール・ソング・トゥ・ミー - Every Rock'n'Roll Song to Me (R. Stewart, K. Savigar, E. Swinford) - 3:20
2. ワン・ナイト・ウィズ・ユー - One Night with You (R. Stewart, K. Savigar, E. Swinford) - 3:35
3. イン・ア・ブロークン・ドリーム（英語版） - In a Broken Dream (David Keith Bentley) - 4:15
4. グレイト・デイ - Great Day (R. Stewart, K. Savigar, E. Swinford) - 3:39
5. ラスト・トレイン・ホーム - Last Train Home (R. Stewart, Avery Kentis) - 4:36

## レコーディング・メンバー
- ロッド・スチュワート - ボーカル
- ケヴィン・サヴィガー - キーボード、プログラミング、ベース、ハーモニカ、バックグラウンド・ボーカル
- チャック・ケンティス - キーボード、プログラミング
- エイヴリー・ケンティス - キーボード、プログラミング
- エマーソン・スウィンフォード - ギター、ベース、バンジョー、ウクレレ、バックグラウンド・ボーカル
- マイク・セヴァース - ギター
- ドン・カークパトリック - ギター
- コンラッド・コルシュ - ベース
- イギー・グリムショウ - ドラムス
- ジュリア・ソーントン - タンブリン
- ジャンナ・ジャコビー - ヴァイオリン
- ジミー・ロバーツ - サクソフォーン
- アン・キング - トランペット
- ルーシー・ウッドワード - バックグラウンド・ボーカル
- キンバリー・ジョンソン＝ブロウ - バックグラウンド・ボーカル
- ウィンディ・ワグナー - バックグラウンド・ボーカル
- ニッキ・レオンティ - バックグラウンド・ボーカル
- フレッド・ホワイト - バックグラウンド・ボーカル
- ダリル・フィネッセ - バックグラウンド・ボーカル
- ウィル・ウィートン - バックグラウンド・ボーカル